# Isla Impalila
La isla Impalila (a veces, transcrita como isla Mpalila; en inglés: Impalila Island) es una isla fluvial situada en el río Zambezi, en el extremo oriental de la región de Caprivi, en Namibia, en la frontera con Botsuana. Con una extensión de casi 18 km²,  es la mayor isla de Namibia. Tiene un máximo de 11 km de longitud y 4 km de anchura.
La isla es sólo accesible por vía aérea o por barco desde Kasane, en Botsuana. Además, en Impalila hay un puesto de aduanas e inmigración de Namibia. También hay un aeropuerto con una pista de 1.300 metros, utilizada para vuelos chárter que llevan a los turistas a los distintos albergues de la isla. El aeropuerto aprovecha las instalaciones de una base militar, utilizada en la década de 1980 por las Fuerzas de Defensa de Sudáfrica, ubicada estratégicamente para ser desde vista de Botswana, Zambia y Zimbabwe. La Armada de Namibia ha renovado la Base Naval de Impalila y ahora es operada por el Cuerpo de Marines de Namibia.
Impalila tiene una población de entre 2 500 y 3 000 personas, repartidas en 25 pequeñas aldeas y pertenecientes a las etnias tswana (de Botswana) y subia o masubia (de Namibia). La mayoría de la población se dedica a la pesca, pero cada vez cobra mayor importancia el turismo.Hay varios alojamientos lujosos que ofrecen excursiones en barco, con distintas actividades entre las que sobresale la observación de la vida silvestre local.  
En Impalila hay, además, una escuela de primaria y una estación de policía.  